# Kenneth Wilson
Kenneth Geddes Wilson (Waltham, 8 de junho de 1936 — Saco, 15 de junho de 2013) foi um físico teórico estadunidense que recebeu o Nobel de Física de 1982, pela teoria dos fenômenos críticos em conexão com as transições de fase. Foi consagrado no seu trabalho fundamental sobre o grupo de renormalização.

## Carreira
Wilson nasceu em 8 de junho de 1936, em Waltham, Massachusetts. Era o mais velho dos três filhos de Edgar e Emily Buckingham Wilson. Seu pai era um químico da Universidade Harvard. Sua mãe tinha sido uma estudante de física antes de se casar. Um de seus avôs era professor de engenharia no Instituto de Tecnologia de Massachusetts, o outro foi orador da Câmara dos Representantes do Tennessee.

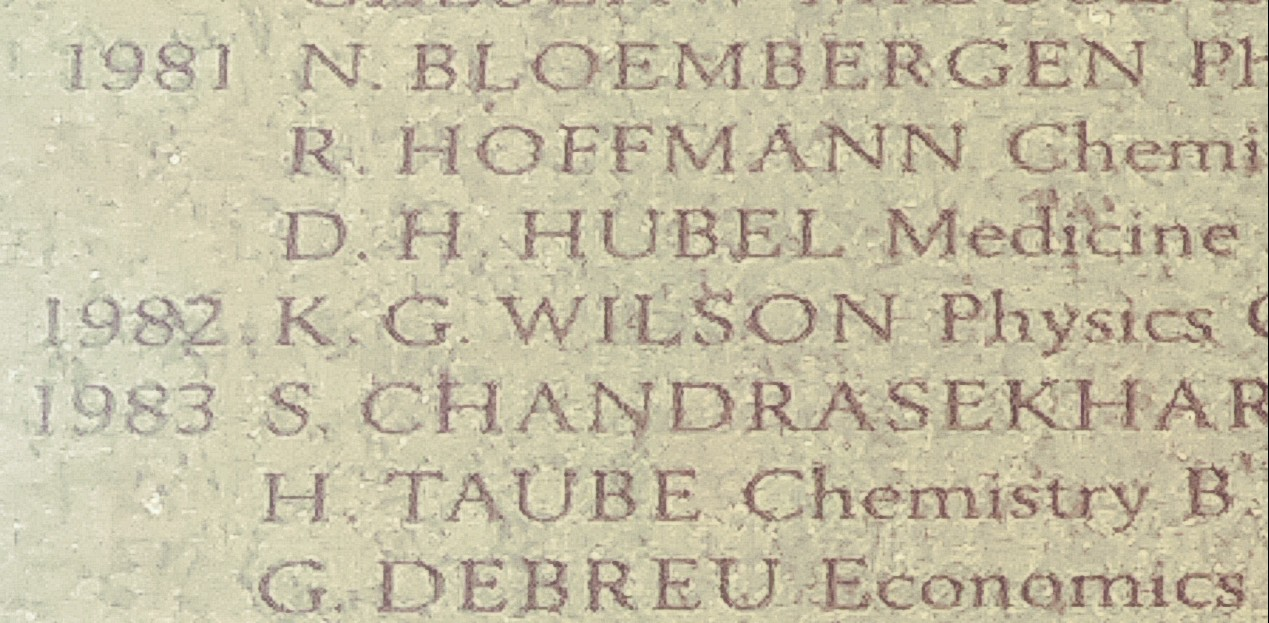
O nome de Wilson no Monumento Nobel, Nova Iorque

Aos 16 anos ingressou na Universidade Harvard, recebendo seu bacharelado em matemática e física em 1956. Iniciou seu doutoramento em física teórica no Instituto de Tecnologia da Califórnia (Caltech) em 1961, sob a orientação do vencedor do Nobel de Física Murray Gell-Mann. Em 1963 juntou-se ao Departamento de Física da Universidade Cornell em Ithaca, Nova Iorque, onde interessou-se por estudos de transição de fase, em seguida, um novo ramo da física teórica.
Em 1974 iniciou avanços na investigações do paradigma do grupo de renormalização, baseado nos conceitos de escalas e universalidade. Em uma linha, o esquema matemático do grupo de renormalização detalha como as propriedades de uma mudança de sistemas com respeito a diferentes escalas (energia ou comprimento). Recebeu o Nobel de Física de 1982, pela teoria dos fenômenos críticos em conexão com as transições de fase.
Morreu aos 77 anos de idade, vítima de complicações de um linfoma, em Saco, no Maine.